# Рамла
Ра́мла (ивр. רַמְלָה‎ «Ра́мла», араб. الرملة‎ «эр-Ра́мла») — город в Израиле, находящийся на Израильской прибрежной равнине и относящийся к Центральному административному округу. Является центром административного подокруга Рамла. Расположен в 24 км к востоку от Тель-Авива.
Население на 2020 год составляет 76 246 жителей. Город преимущественно еврейский со значительным арабским меньшинством.
Рамла была основана примерно в 705—715 годах н. э. губернатором Омейядов и будущим халифом Сулейманом ибн Абдул-Маликом.

## История и достопримечательности
Рамла — единственный город Палестины, основанный арабами. Название образовано от арабского слова «песок». Город заложил в 716 году халиф Сулейман, предполагавший сделать его столицей Палестины вместо близлежащей Лидды. При нём были отстроены крепостные стены, рынок и большая мечеть. От построек того времени сохранился только 27-метровый минарет («Белая башня»), достроенный в XIII веке Бейбарсом I.
Во время Первого крестового похода Рамла стала передовой крепостью крестоносцев под названием Рамес (Rames). Её также по ошибке называли Аримафеей. Возникла феодальная сеньория с центром в Рамле, которой правили рыцари из рода Ибелинов. В 1187 году город отвоевал Салах ад-Дин, тогда же были разрушены его укрепления, на месте разрушенного католического собора выстроена мечеть. В 1229—1260 годах городом вновь правили Ибелины.
С XIV века Рамла становится крупным торговым центром с преуспевающей еврейской общиной. В 1799 году в Рамле находилась ставка Наполеона. Комнату, где остановился будущий император, можно посетить во францисканском монастыре святых Никодима и Иосифа.
По решению ООН от 29 ноября 1947 года Рамла должна была войти в состав арабского государства. Опасаясь, что город станет плацдармом для нападения на Тель-Авив, евреи овладели Рамлой 12 июля 1948 года. Большинство населения, которое составляли арабы-христиане, покинуло город.
В тюрьме Рамлы в 1962 году был казнён Адольф Эйхман.
Во второй половине XX века Рамла стала ареной борьбы двух крупных преступных кланов, Караджа и Джаруши, в войне которых применялись даже ракеты.
В Рамле практикуются убийства чести.
В настоящее время жизненный уровень в Рамле ниже среднего по стране.

## Население
По данным Центрального статистического бюро Израиля, население на начало 2020 года составляло 76 246 человек.
Среднемесячная заработная плата работника в течение 2019 года составила 7102 шекеля (в среднем по стране: 9745 шекелей).

## Образование
- В Рамле действует технологический колледж.
- В июле 2011 года было принято решение об открытии в Рамле в начале 2011/2012 учебного года филиала Университета имени Бар-Илана[7] (не реализовано).

## Достопримечательности
- «Белая башня» — минарет XIII века и развалины Белой мечети (VIII век)
- Большая мечеть, построенная в XIII веке на месте католического собора[источник не указан 106 дней].
- Францисканский монастырь Иосифа Аримафейского с комнатой Наполеона.
- Уникальный подземный арочный бассейн св. Елены, восходящий к VIII веку и открытый для лодочных прогулок.
- На кладбище погибших солдат есть могила рядового Вустерширского королевского полка по имени Гарри Поттер. Гарри Поттер в 16 лет вступил в армию, приписав себе год, и полтора года спустя, 22 июля 1939 года, был убит в столкновении с повстанцами под Хевроном. Могила Гарри Поттера добавлена к официальному списку туристических достопримечательностей[8][9][10].

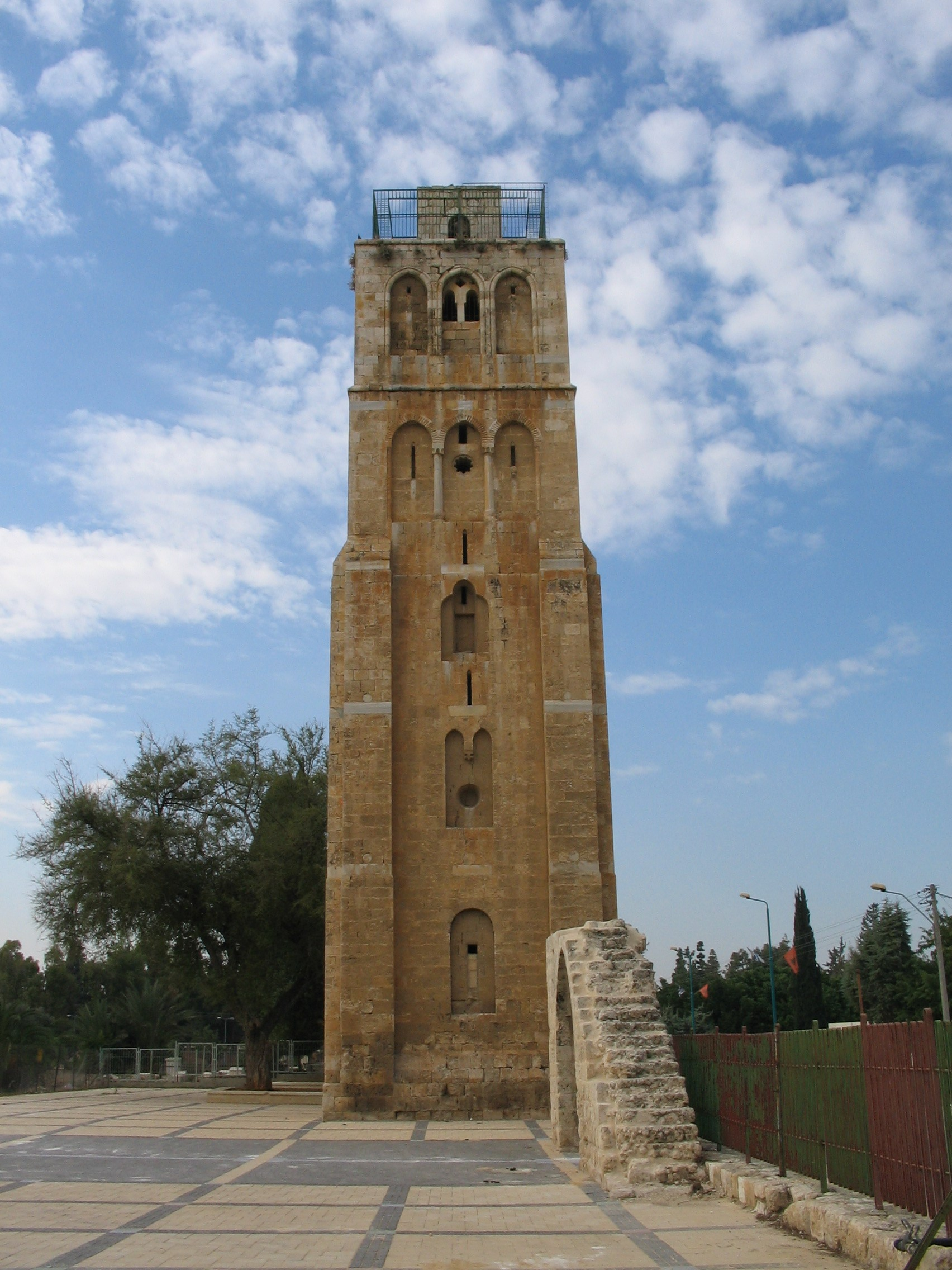
Белая башня
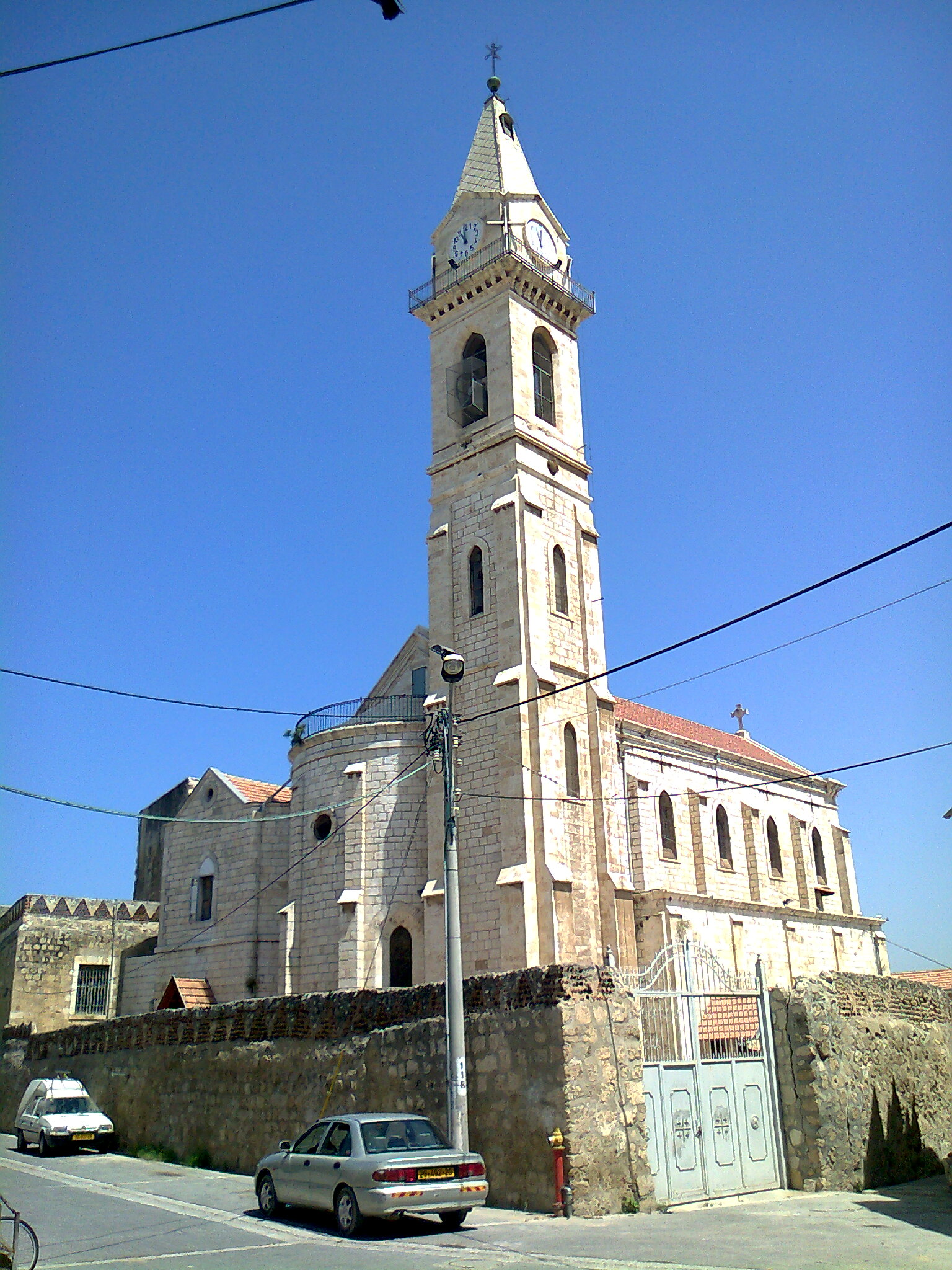
Францисканская церковь св. Иосифа и Никодима
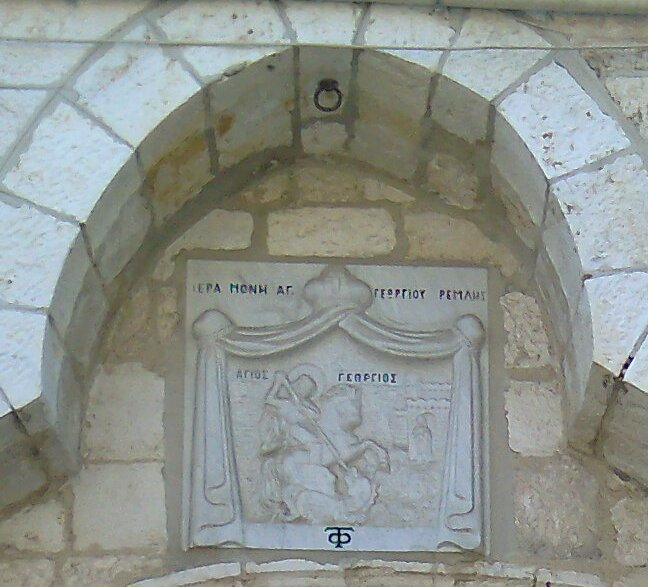
Надпись на православной церкви св. Георгия
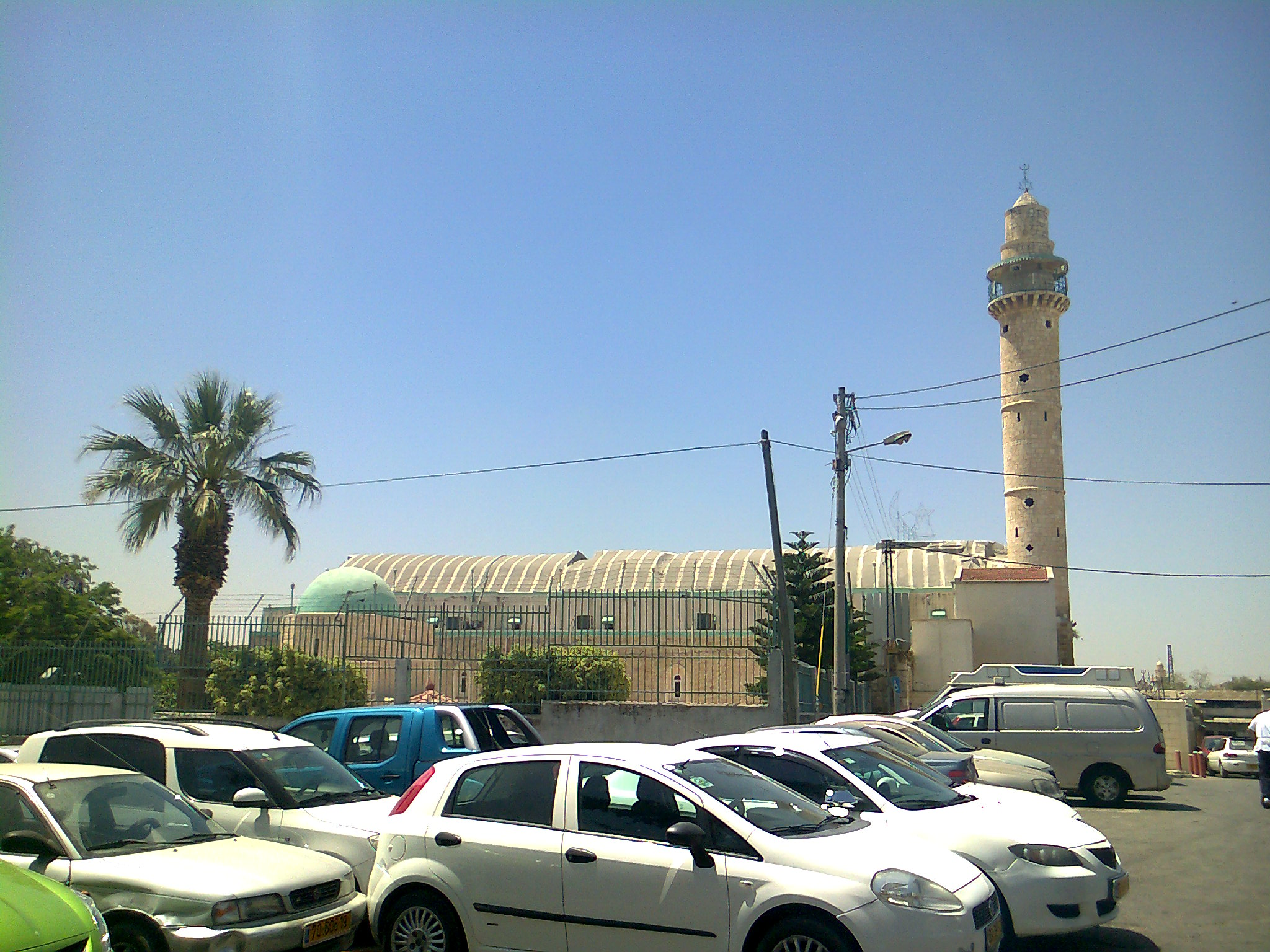
Большая мечеть

## Города-побратимы
- Даугавпилс, Латвия
- Челябинск, Россия[11]
- Вон (Vaughan), Канада